# Uta Lindgren
Uta Lindgren (* 2. März 1941 in Chemnitz; † 16. Juni 2017) war eine deutsche Historikerin.
Lindgren studierte Geschichte, Geographie, Mathematik, Philosophie, Soziologie und Statistik; sie wurde 1969 an der Universität Freiburg im Breisgau mit der Arbeit Gerbert von Aurillac und das Quadrivium. Untersuchungen zur Bildung im Zeitalter der Ottonen promoviert und habilitierte sich 1978 an der Universität Köln mit Studien zur spätmittelalterlichen Sozialgeschichte Barcelonas. Nach einigen Jahren als Akademische Rätin an der Universität München wurde sie 1987 Professorin für Geschichte der Naturwissenschaften und Technik an der Universität Bayreuth. Bis 31. März 2006 war sie Inhaberin einer Professur für Wissenschaftsgeschichte. Seit 1993 war sie korrespondierendes Mitglied der Académie internationale d’histoire des sciences in Paris, im Dezember 2005 wurde sie zum Membre Effectif (Vollmitglied) gewählt.

## Veröffentlichungen (Auswahl)
- Gerbert von Aurillac und das Quadrivium. Untersuchungen zur Bildung im Zeitalter der Ottonen (= Sudhoffs Archiv. Beiheft 18), Steiner, Stuttgart 1976, ISBN 3-515-02449-2.
- (Hrsg.) Alpenübergänge vor 1850. Landkarten – Straßen – Verkehr. Symposium am 14. und 15. Februar 1986 in München (= Vierteljahrschrift für Sozial- und Wirtschaftsgeschichte. Beiheft 83). Stuttgart: Steiner 1987, ISBN 3-515-04847-2.
- Die Artes liberales in Antike und Mittelalter: bildungs- und wissenschaftsgeschichtliche Entwicklungslinien. München 2004, ISBN 978-3892410072.